# Погурейсоим
Погурейсоим (устар. Погурей-Соим) — река в Шурышкарском районе Ямало-Ненецкого АО России. Левый приток нижнего течения Погурея.
Длина реки составляет 20 км.
Исток находится на склонах Войкарсыньинского массива Полярного Урала, на высоте 549 м над уровнем моря. В верхней половине течёт на юго-восток, потом постепенно поворачивает на юг. Устье реки находится на 2-м км левого берега реки Погурей на высоте 69 м над уровнем моря.

## Данные водного реестра
По данным государственного водного реестра России относится к Нижнеобскому бассейновому округу, водохозяйственный участок реки — Обь от впадения реки Северная Сосьва до города Салехард, речной подбассейн реки — бассейны притоков Оби ниже впадения Северной Сосьвы. Речной бассейн реки — (Нижняя) Обь от впадения Иртыша.